# Nishimura Shōichi
Nishimura Shōichi (jap. 西邑 昌一; * 30. November 1911 in der Präfektur Hyōgo; † 22. März 1998) war ein japanischer Fußballspieler.

## Nationalmannschaft
1934 debütierte Nishimura für die japanische Fußballnationalmannschaft. Nishimura bestritt zwei Länderspiele und erzielte dabei ein Tor. Mit der japanischen Nationalmannschaft qualifizierte er sich für die Olympischen Spiele 1936.